# Magic Oneohtrix Point Never
Magic Oneohtrix Point Never è il nono album in studio del musicista statunitense Oneohtrix Point Never, pubblicato nel 2020.

## Tracce
Testi e musiche di Daniel Lopatin, eccetto dove indicato.
1. Cross Talk I – 0:22
2. Auto & Allo – 3:21
3. Long Road Home (feat. Caroline Polachek) – 3:32
4. Cross Talk II – 0:49
5. I Don't Love Me Anymore – 2:54
6. Bow Ecco – 2:11
7. The Whether Channel (feat. Nolanberollin) – 6:08
8. No Nightmares (feat. The Weeknd) – 4:06 (Daniel Lopatin, Abel Tesfaye)
9. Cross Talk III – 0:12
10. Tales from the Trash Stratum – 3:28
11. Answering Machine – 0:58
12. Imago – 3:48
13. Cross Talk IV / Radio Lonelys – 1:08
14. Lost But Never Alone – 4:18
15. Shifting (feat. Arca) – 1:54
16. Wave Idea – 3:21
17. Nothing's Special – 4:37